# Urosaurus lahtelai
Urosaurus lahtelai är en ödleart som beskrevs av  Mysore Anantaswamy Rau och LOOMIS 1977. Urosaurus lahtelai ingår i släktet Urosaurus och familjen Phrynosomatidae. Inga underarter finns listade i Catalogue of Life.
Artepitetet i det vetenskapliga hedrar den amerikanska universitetsläraren Leonard A. Lahtela.
Denna ödla har en lite längre svans än Urosaurus nigricaudus.
Arten förekommer i centrala delar av halvön Baja California i Mexiko. Den lever i torra och ofta klippiga områden med glest fördelade träd och buskar. Honor lägger ägg.
För beståndet är inga hot kända. Hela populationen anses vara stabil. IUCN kategoriserar arten globalt som livskraftig.